# Христианство в Мавритании
Христианство в Мавритании — вторая по распространённости религия в Мавритании, после ислама. Согласно данным Универсального периодического обзора Организации Объединённых Наций численность христиан в стране в 2015 году составляла около 5000 человек, или 0,26 % от общего числа населения. По данным организации «Открытые двери США» численность христиан в Мавритании в 2017 году составляла 10100 человек. Большая часть христиан в стране это экспаты.
Христианство в Мавритании представлено двумя направлениями — католицизмом и протестантизмом. Католиков в стране насчитывается около 4500 человек, что составляет 1 % от общего числа населения. Действует епархия Нуакшота Римско-католической церкви с шестью приходами и храмами в Нуакшоте, Нуадибу, Атаре, Зуэрате и Россо. В Мавритании есть несколько протестантских общин. Численность протестантов составляет приблизительно 200—400 человек.
Несмотря на строгие законы, запрещающие проповедь христианства, численность христиан в Мавритании растёт. Численность этнических мавританцев, исповедующих христианство составляет от 400 до 1000 человек.

## Преследование христиан
Кроме проповеди христианства, законы Мавритании также запрещают распространение христианской литературы и крещение мусульман. Библии в стране печатаются редко. Официальное преследование со стороны государства включает арест христиан-мавританцев из-за их религиозных убеждений и закрытие церквей. Переход из ислама карается смертью.